# Linia 1 de tramvai din Antwerpen
Linia 1 de tramvai din Antwerpen este o linie de tramvai din Antwerpen, Belgia, prevăzută a intra în circulație începând din anul 2019, al cărei traseu va începe din stația situată în fața Palatului de Justiție din Piața Bolivar și va continua, via de Leien și Noorderlaan, până la cazarma S.B. Housmans din  cartierul Luchtbal, situată pe strada Havana.

## Istoric
Linia 1 nu va fi o linie de tramvai nouă. Între 2 septembrie 1902 și 14 iulie 1965 a existat o linie de tramvai numerotată „1”, care conecta Gara Antwerpen-Zuid din Piața Bolivar cu Gara Antwerpen-Dokken en -Stapelplaatsen situată în Noorderplaats.
Pe traseul fostei linii, între Bolivarplaats și Rooseveltplaats, circulă acum tramvaiul 12, iar între stațiile „Bres” și „Rooseveltplaats” rulează și tramvaiul 24. Autobuzele 1 și 13 ale De Lijn urmează traseul fostei linii de tramvai 1, dar circulă mai departe prin Eilandje, respectiv Hoboken și Hemiksem.

## Traseu și stații
Traseul liniei va porni din Piața Bolivar și va ajunge pe Havanastraat via Amerikalei - Britselei - Frankrijklei - Italiëlei - Noorderplaats - Kempenstraat - Noorderlaan.

### Stațiile
|  |   |  | Stație          | Lat/Long | Comună    | Corespondențe  |
|  | - |  | --------------- | -------- | --------- | -------------- |
|  | O |  | Bolivarplaats   |          | Antwerpen | 4 12           |
|  | o |  | Montigny        |          | Antwerpen | 12             |
|  | o |  | Bres            |          | Antwerpen | 12             |
|  | o |  | Kasteelplein    |          | Antwerpen | 12 24          |
|  | o |  | Nationale Bank  |          | Antwerpen | 4 7 12 24      |
|  | o |  | Stadspark       |          | Antwerpen | 12 24          |
|  | o |  | Operaplein      |          | Antwerpen | 3 5 9 12 15 24 |
|  | o |  | Rooseveltplaats |          | Antwerpen | 10 11 12 24    |
|  | o |  | Paardenmarkt    |          | Antwerpen |                |
|  | o |  | Noorderplaats   |          | Antwerpen |                |
|  | o |  | Kempenstraat    |          | Antwerpen |                |
|  | o |  | IJzerlaan       |          | Antwerpen |                |
|  | o |  | Noorderbrug     |          | Antwerpen |                |
|  | o |  | Straatsburgdok  |          | Antwerpen |                |
|  | o |  | Kinepolis       |          | Antwerpen | 6              |
|  | o |  | Luchtbal Kerk   |          | Antwerpen |                |
|  | o |  | Dublinstraat    |          | Antwerpen |                |
|  | O |  | P+R Luchtbal    |          | Antwerpen |                |

## Noua linie 1 (din anul 2019)
După realizarea extensiilor liniilor prevăzute în planurile Brabo II/Noorderlijn, noul tramvai 1 ar trebui să circule între Bolivarplaats și cartierul Luchtbal, realizând astfel o legătură nord-sud foarte importantă pentru rețeaua de tramvai din Antwerpen. Traseul acestei noi linii va îngloba total ruta deservită de vechiul tramvai 1 între Bolivarplaats și Noorderplaats.

## Exploatarea liniei
Linia 1 va fi exploatată, ca și celelalte linii de tramvai din Antwerpen, de compania flamandă de transport public De Lijn.

## Simbolul liniei
Simbolul acestei linii, prezent pe afișajul tramvaielor, era în trecut cifra „1” scrisă cu culoare neagră pe un cartuș rectangular de culoare albă.